# Abdel-Massih Haddad
 (août 2019).
Si vous disposez d'ouvrages ou d'articles de référence ou si vous connaissez des sites web de qualité traitant du thème abordé ici, merci de compléter l'article en donnant les références utiles à sa vérifiabilité et en les liant à la section « Notes et références ».
Abdel-Massih Haddad (en arabe : عبد المسيح حداد ; né à Homs en Syrie en 1890 et mort à New York le 17 janvier 1963, est un écrivain du Mahjar et un journaliste syrien. Sa revue As-Sayeh, fondée en 1912 et qui paraît jusqu'en 1957, présente les œuvres d'importantes figures littéraires du Mahjar aux États-Unis et devient le « porte-parole » de la Ligue de la plume qu'il cofonde avec Nassib Arida en 1915 ou 1916.